# Pierre-Charles Gallet
Pour les articles homonymes, voir Gallet.
Pierre Charles Gallet est un homme politique français né le 17 août 1760 à Craponne (Haute-Loire) et mort le 30 juin 1847 au Puy-en-Velay (Haute-Loire).

## Biographie
Avocat au Parlement de Toulouse en 1785, il devient juge suppléant au tribunal de district du Puy-en-Velay en 1790, puis accusateur public en 1792 et administrateur du district en l'an III. Il est élu député de la Haute-Loire au Conseil des Cinq-Cents le 22 germinal an V, mais il est invalidé lors du coup d’État du 18 fructidor an V. Il termine sa carrière comme vice-président du tribunal du Puy-en-Velay.

## Sources
- « Pierre-Charles Gallet », dans Adolphe Robert et Gaston Cougny, Dictionnaire des parlementaires français, Edgar Bourloton, 1889-1891 [détail de l’édition]